# Erzbistum Santa Fe
Das Erzbistum Santa Fe (lat.: Archidioecesis Sanctae Fidei in America Septentrionali; Administrative Abkürzung SFE ) ist eine in den Vereinigten Staaten gelegene römisch-katholische Diözese mit Sitz in Albuquerque, New Mexico. 

## Geschichte
Das Erzbistum Santa Fe wurde am 23. Juli 1850 durch Papst Pius IX. als Bistum Santa Fe aus dem Erzbistum Saint Louis heraus gegründet. 1868 wurden Gebiete abgetreten zur Gründung des Apostolischen Vikariates Arizona und des Apostolischen Vikariates Colorado und Utah. Am 12. Februar 1875 erfolgte die Erhebung zum Erzbistum. 1939 wurde aus Gebietsabtretungen das Bistum Gallup und 1982 das Bistum Las Cruces gegründet.
Im Dezember 2018 meldete das Erzbistum Insolvenz an, da es die Entschädigungszahlungen an Opfer sexuellen Missbrauchs durch seine Priester nicht mehr leisten konnte.
Das Erzbistum ist Metropolitansitz und gehört zur Region XIII (AZ, CO, NM, UT, WY) der Bischofskonferenz der Vereinigten Staaten. Unterstellte Suffraganbistümer sind die Bistümer Gallup, Las Cruces, Phoenix und Tucson.

## Bischof von Santa Fé
- John Baptist Lamy, 1853–1875

## Erzbischöfe von Santa Fé
- John Baptist Lamy, 1875–1885
- John Baptist Salpointe, 1885–1894
- Placide Louis Chapelle, Koadjutorerzbischof (Titularerzbischof von Sebastea) 1893–1894, Erzbischof von Santa Fe 1894–1897, später Erzbischof von New Orleans, Louisiana
- Peter Bourgade, 1899–1908
- John Baptist Pitaval, 1909–1918
- Albert Thomas Daeger OFM, 1919–1932
- Rudolph Aloysius Gerken, 1933–1943
- Edwin Vincent Byrne, 1943–1963
- James Peter Davis, 1964–1974
- Robert Fortune Sanchez, 1974–1993
- Michael Jarboe Sheehan, 1993–2015
- John Charles Wester, seit 2015